# New South Wales Rugby League Premiership
Die New South Wales Rugby League Premiership (auch als New South Wales Rugby Football League bezeichnet) war der erste Rugby-League-Wettbewerb in Australien und der Vorläufer der National Rugby League.

## Geschichte
Der Wettbewerb startete 1908 mit acht Mannschaften aus Sydney. Diese acht Mannschaften werden als „foundation clubs“ bezeichnet. Nur noch zwei von ihnen spielen heute in der NRL, die Sydney Roosters und die South Sydney Rabbitohs.
Das Format des Wettbewerbs änderte sich anfangs relativ häufig, seit 1926 wurden aber alle Meisterschaften durch eine reguläre Saison mit anschließenden Playoffs und Grand Final entschieden, abgesehen von der Saison 1937, die aufgrund einer Tour der Kangaroos auf eine reguläre Saison reduziert werden musste.
Zwischen 1956 und 1966 gewannen die St. George Dragons elf Meistertitel in Folge, was bis heute einen unerreichten Weltrekord im Rugby darstellt.
1982 nahmen mit den Illawarra Steelers (Wollongong) und den Canberra Raiders erstmals seit 1909 Mannschaften außerhalb von Sydney teil.
1988 nahmen mit den Brisbane Broncos und den Gold Coast-Tweed Giants erstmals Mannschaften aus Queensland teil. Im selben Jahr wurde außerdem mit den Newcastle Knights wieder ein Franchise in Newcastle angesiedelt.
1995 wurden mit den South Queensland Crushers, den North Queensland Cowboys, den Western Reds und den Auckland Warriors weitere Mannschaften aus anderen Teilen Australiens aufgenommen. Die Anzahl der Mannschaften war nun mit 20 die höchste in der Geschichte des Wettbewerbs. Weil nun zahlreiche Mannschaften außerhalb von New South Wales teilnahmen, wurde die Organisation des Wettbewerbs von der New South Wales Rugby League an die Australian Rugby League übergeben. Im Laufe der nächsten Jahre wurde die New South Wales Rugby Football League durch den Super League War und seine Folgen zur National Rugby League.

## Titelträger
| Saison | Grand Final                   | Grand Final    | Grand Final                   | Tabellenführer nach Ende der regulären Saison (Minor Premiers) |
| Saison | Team A                        | Ergebnis       | Team B                        | Tabellenführer nach Ende der regulären Saison (Minor Premiers) |
| ------ | ----------------------------- | -------------- | ----------------------------- | -------------------------------------------------------------- |
| 1908   | South Sydney Rabbitohs        | 14 – 12        | Eastern Suburbs               | South Sydney Rabbitohs (18 Punkte)                             |
| 1909   | South Sydney Rabbitohs        | forfeit*       | Balmain Tigers                | South Sydney Rabbitohs (18 Punkte)                             |
| 1910   | Newtown Jets                  | 4 – 4          | South Sydney Rabbitohs        | Newtown Jets (23 Punkte)                                       |
| 1911   | Eastern Suburbs               | 11 – 8         | Glebe                         | Glebe (22 Punkte)                                              |
| 1912   | Eastern Suburbs               |                |                               | Eastern Suburbs (26 Punkte)                                    |
| 1913   | Eastern Suburbs               |                |                               | Eastern Suburbs (24 Punkte)                                    |
| 1914   | South Sydney Rabbitohs        |                |                               | South Sydney Rabbitohs (23 Punkte)                             |
| 1915   | Balmain Tigers                |                |                               | Balmain Tigers (26 Punkte)                                     |
| 1916   | Balmain Tigers                | 5 – 3          | South Sydney Rabbitohs        | Balmain Tigers (22 Punkte)                                     |
| 1917   | Balmain Tigers                |                |                               | Balmain Tigers (26 Punkte)                                     |
| 1918   | South Sydney Rabbitohs        |                |                               | South Sydney Rabbitohs (24 Punkte)                             |
| 1919   | Balmain Tigers                |                |                               | Balmain Tigers (23 Punkte)                                     |
| 1920   | Balmain Tigers                |                |                               | Balmain Tigers (27 Punkte)                                     |
| 1921   | North Sydney Bears            |                |                               | North Sydney Bears (17 Punkte)                                 |
| 1922   | North Sydney Bears            | 35 – 3         | Glebe                         | North Sydney Bears (28 Punkte)                                 |
| 1923   | Eastern Suburbs               | 15 – 12        | South Sydney Rabbitohs        | Eastern Suburbs (30 Punkte)                                    |
| 1924   | Balmain Tigers                | 3 – 0          | South Sydney Rabbitohs        | Balmain Tigers (15 Punkte)                                     |
| 1925   | South Sydney Rabbitohs        |                |                               | South Sydney Rabbitohs (26 Punkte)                             |
| 1926   | South Sydney Rabbitohs        | 11 – 5         | Sydney University             | South Sydney Rabbitohs (32 Punkte)                             |
| 1927   | South Sydney Rabbitohs        | 20 – 11        | St. George Dragons            | South Sydney Rabbitohs (32 Punkte)                             |
| 1928   | South Sydney Rabbitohs        | 26 – 5         | Eastern Suburbs               | St. George Dragons (26 Punkte)                                 |
| 1929   | South Sydney Rabbitohs        | 30 – 10        | Newtown Jets                  | South Sydney Rabbitohs (31 Punkte)                             |
| 1930   | Western Suburbs Magpies       | 27 – 2         | St. George Dragons            | Western Suburbs Magpies (24 Punkte)                            |
| 1931   | South Sydney Rabbitohs        | 12 – 7         | Eastern Suburbs               | Eastern Suburbs (24 Punkte)                                    |
| 1932   | South Sydney Rabbitohs        | 19 – 12        | Western Suburbs Magpies       | South Sydney Rabbitohs (26 Punkte)                             |
| 1933   | Newtown Jets                  | 18 – 5         | St. George Dragons            | Newtown Jets (18 Punkte)                                       |
| 1934   | Western Suburbs Magpies       | 15 – 2         | Eastern Suburbs               | Eastern Suburbs (24 Punkte)                                    |
| 1935   | Eastern Suburbs               | 19 – 3         | South Sydney Rabbitohs        | Eastern Suburbs (34 Punkte)                                    |
| 1936   | Eastern Suburbs               | 32 – 12        | Balmain Tigers                | Eastern Suburbs (28 Punkte)                                    |
| 1937   | Eastern Suburbs               |                |                               | Eastern Suburbs (16 Punkte)                                    |
| 1938   | Canterbury-Bankstown Bulldogs | 19 – 6         | Eastern Suburbs               | Canterbury-Bankstown Bulldogs (26 Punkte)                      |
| 1939   | Balmain Tigers                | 33 – 4         | South Sydney Rabbitohs        | Balmain Tigers (22 Punkte)                                     |
| 1940   | Eastern Suburbs               | 24 – 14        | Canterbury-Bankstown Bulldogs | Eastern Suburbs (19 Punkte)                                    |
| 1941   | St. George Dragons            | 31 – 14        | Eastern Suburbs               | Eastern Suburbs (18 Punkte)                                    |
| 1942   | Canterbury-Bankstown Bulldogs | 11 – 9         | St. George Dragons            | Canterbury-Bankstown Bulldogs (20 Punkte)                      |
| 1943   | Newtown Jets                  | 34 – 7         | North Sydney Bears            | Newtown Jets (21 Punkte)                                       |
| 1944   | Balmain Tigers                | 12 – 8         | Newtown Jets                  | Newtown Jets (22 Punkte)                                       |
| 1945   | Eastern Suburbs               | 22 – 18        | Balmain Tigers                | Eastern Suburbs (22 Punkte)                                    |
| 1946   | Balmain Tigers                | 13 – 12        | St. George Dragons            | St. George Dragons (22 Punkte)                                 |
| 1947   | Balmain Tigers                | 13 – 9         | Canterbury-Bankstown Bulldogs | Canterbury-Bankstown Bulldogs (27 Punkte)                      |
| 1948   | Western Suburbs Magpies       | 8 – 5          | Balmain Tigers                | Western Suburbs Magpies (32 Punkte)                            |
| 1949   | St. George Dragons            | 19 – 12        | South Sydney Rabbitohs        | South Sydney Rabbitohs (27 Punkte)                             |
| 1950   | South Sydney Rabbitohs        | 21 – 15        | Western Suburbs Magpies       | South Sydney Rabbitohs (28 Punkte)                             |
| 1951   | South Sydney Rabbitohs        | 42 – 14        | Manly-Warringah Sea Eagles    | South Sydney Rabbitohs (33 Punkte)                             |
| 1952   | Western Suburbs Magpies       | 22 – 12        | South Sydney Rabbitohs        | Western Suburbs Magpies (29 Punkte)                            |
| 1953   | South Sydney Rabbitohs        | 31 – 12        | St. George Dragons            | South Sydney Rabbitohs (23 Punkte)                             |
| 1954   | South Sydney Rabbitohs        | 23 – 15        | Newtown Jets                  | Newtown Jets (32 Punkte)                                       |
| 1955   | South Sydney Rabbitohs        | 12 – 11        | Newtown Jets                  | Newtown Jets (29 Punkte)                                       |
| 1956   | St. George Dragons            | 18 – 12        | Balmain Tigers                | St. George Dragons (27 Punkte)                                 |
| 1957   | St. George Dragons            | 31 – 9         | Manly-Warringah Sea Eagles    | St. George Dragons (30 Punkte)                                 |
| 1958   | St. George Dragons            | 20 – 9         | Western Suburbs Magpies       | St. George Dragons (32 Punkte)                                 |
| 1959   | St. George Dragons            | 20 – 0         | Manly-Warringah Sea Eagles    | St. George Dragons (35 Punkte)                                 |
| 1960   | St. George Dragons            | 31 – 6         | Eastern Suburbs               | St. George Dragons (28 Punkte)                                 |
| 1961   | St. George Dragons            | 22 – 0         | Western Suburbs Magpies       | Western Suburbs Magpies (30 Punkte)                            |
| 1962   | St. George Dragons            | 9 – 6          | Western Suburbs Magpies       | St. George Dragons (27 Punkte)                                 |
| 1963   | St. George Dragons            | 8 – 3          | Western Suburbs Magpies       | St. George Dragons (31 Punkte)                                 |
| 1964   | St. George Dragons            | 11 – 6         | Balmain Tigers                | St. George Dragons (30 Punkte)                                 |
| 1965   | St. George Dragons            | 12 – 8         | South Sydney Rabbitohs        | St. George Dragons (30 Punkte)                                 |
| 1966   | St. George Dragons            | 23 – 4         | Balmain Tigers                | St. George Dragons (27 Punkte)                                 |
| 1967   | South Sydney Rabbitohs        | 12 – 10        | Canterbury-Bankstown Bulldogs | St. George Dragons (33 Punkte)                                 |
| 1968   | South Sydney Rabbitohs        | 13 – 9         | Manly-Warringah Sea Eagles    | South Sydney Rabbitohs (32 Punkte)                             |
| 1969   | Balmain Tigers                | 11 – 2         | South Sydney Rabbitohs        | South Sydney Rabbitohs (36 Punkte)                             |
| 1970   | South Sydney Rabbitohs        | 23 – 12        | Manly-Warringah Sea Eagles    | South Sydney Rabbitohs (35 Punkte)                             |
| 1971   | South Sydney Rabbitohs        | 16 – 10        | St. George Dragons            | Manly-Warringah Sea Eagles (38 Punkte)                         |
| 1972   | Manly-Warringah Sea Eagles    | 19 – 14        | Eastern Suburbs Roosters      | Manly-Warringah Sea Eagles (37 Punkte)                         |
| 1973   | Manly-Warringah Sea Eagles    | 10 – 7         | Cronulla-Sutherland Sharks    | Manly-Warringah Sea Eagles (35 Punkte)                         |
| 1974   | Eastern Suburbs Roosters      | 19 – 4         | Canterbury-Bankstown Bulldogs | Eastern Suburbs Roosters (38 Punkte)                           |
| 1975   | Eastern Suburbs Roosters      | 38 – 0         | St. George Dragons            | Eastern Suburbs Roosters (40 Punkte)                           |
| 1976   | Manly-Warringah Sea Eagles    | 13 – 10        | Parramatta Eels               | Manly-Warringah Sea Eagles (32 Punkte)                         |
| 1977   | St. George Dragons            | 9 – 9 22 - 0   | Parramatta Eels               | Parramatta Eels (38 Punkte)                                    |
| 1978   | Manly-Warringah Sea Eagles    | 11 – 11 16 - 0 | Cronulla-Sutherland Sharks    | Western Suburbs Magpies (33 Punkte)                            |
| 1979   | St. George Dragons            | 17 – 13        | Canterbury-Bankstown Bulldogs | St. George Dragons (34 Punkte)                                 |
| 1980   | Canterbury-Bankstown Bulldogs | 18 – 4         | Eastern Suburbs Roosters      | Eastern Suburbs Roosters (30 Punkte)                           |
| 1981   | Parramatta Eels               | 20 – 11        | Newtown Jets                  | Eastern Suburbs Roosters (32 Punkte)                           |
| 1982   | Parramatta Eels               | 21 – 8         | Manly-Warringah Sea Eagles    | Parramatta Eels (42 Punkte)                                    |
| 1983   | Parramatta Eels               | 18 – 6         | Manly-Warringah Sea Eagles    | Manly-Warringah Sea Eagles (44 Punkte)                         |
| 1984   | Canterbury-Bankstown Bulldogs | 6 – 4          | Parramatta Eels               | Canterbury-Bankstown Bulldogs (42 Punkte)                      |
| 1985   | Canterbury-Bankstown Bulldogs | 7 – 6          | St. George Dragons            | St. George Dragons (42 Punkte)                                 |
| 1986   | Parramatta Eels               | 4 – 2          | Canterbury-Bankstown Bulldogs | Parramatta Eels (37 Punkte)                                    |
| 1987   | Manly-Warringah Sea Eagles    | 18 – 8         | Canberra Raiders              | Manly-Warringah Sea Eagles (41 Punkte)                         |
| 1988   | Canterbury-Bankstown Bulldogs | 24 – 12        | Balmain Tigers                | Cronulla-Sutherland Sharks (34 Punkte)                         |
| 1989   | Canberra Raiders              | 19 – 14 n. V.  | Balmain Tigers                | South Sydney Rabbitohs (37 Punkte)                             |
| 1990   | Canberra Raiders              | 18 – 14        | Penrith Panthers              | Canberra Raiders (33 Punkte)                                   |
| 1991   | Penrith Panthers              | 19 – 12        | Canberra Raiders              | Penrith Panthers (35 Punkte)                                   |
| 1992   | Brisbane Broncos              | 28 – 8         | St. George Dragons            | Brisbane Broncos (36 Punkte)                                   |
| 1993   | Brisbane Broncos              | 14 – 6         | St. George Dragons            | Canterbury-Bankstown Bulldogs (34 Punkte)                      |
| 1994   | Canberra Raiders              | 36 – 12        | Canterbury-Bankstown Bulldogs | Canterbury-Bankstown Bulldogs (36 Punkte)                      |

- 1909 weigerte Balmain sich, im Finale anzutreten, da es als "curtain-raiser" vor einem Spiel zwischen den Kangaroos und den Wallabies stattfinden sollte[1].
- 1910 galt die Regelung, dass wenn es im Finale Unentschieden steht, die Mannschaft gewinnt, die in der regulären Saison mehr Punkte hatte[2].

| Titel | Verein                        | Saison |
| ----- | ----------------------------- | --- |
| 20    | South Sydney Rabbitohs        | 1908, 1909, 1914, 1918, 1925, 1926, 1927, 1928, 1929, 1931, 1932, 1950, 1951, 1953, 1954, 1955, 1967, 1968, 1970, 1971 |
| 15    | St. George Dragons            | 1941, 1949, 1956, 1957, 1958, 1959, 1960, 1961, 1962, 1963, 1964, 1965, 1966, 1977, 1979                               |
| 11    | Eastern Suburbs Roosters      | 1911, 1912, 1913, 1923, 1935, 1936, 1937, 1940, 1945, 1974, 1975                                                       |
| 11    | Balmain Tigers                | 1915, 1916, 1917, 1919, 1920, 1924, 1939, 1944, 1946, 1947, 1969                                                       |
| 6     | Canterbury-Bankstown Bulldogs | 1938, 1942, 1980, 1984, 1985, 1988                                                                                     |
| 5     | Manly-Warringah Sea Eagles    | 1972, 1973, 1976, 1978, 1987                                                                                           |
| 4     | Western Suburbs Magpies       | 1930, 1934, 1948, 1952                                                                                                 |
| 4     | Parramatta Eels               | 1981, 1982, 1983, 1986                                                                                                 |
| 3     | Newtown Jets                  | 1910, 1933, 1943 |
| 3     | Canberra Raiders              | 1989, 1990, 1994 |
| 2     | North Sydney Bears            | 1921, 1922 |
| 2     | Brisbane Broncos              | 1992, 1993 |
| 1     | Penrith Panthers              | 1991 |